# 諾德韋鎮區 (密蘇里州霍爾特縣)
諾德韋鎮區（英語：Nodaway Township）是位於美國密蘇里州霍爾特縣的一個行政鎮區。

## 地方資料
諾德韋鎮區的面積為69.66平方千米，當中陸地面積為69.61平方千米，而水域面積為0.05平方千米。根據2020年美國人口普查的數據，當地共有人口78人，而人口密度為每平方千米1.12人。